# Enterprise v ohrožení
Enterprise v ohrožení je český název knihy, kterou napsal americký spisovatel Gene DeWeese. Patří do série knih o fiktivním světu Star Trek, žánrově je tedy literaturou sci-fi. V originále se kniha jmenuje Chain of Attack a vydána byla v USA roku 1987.

## Obsah
Jak v TV seriálu , tak knihách včetně této na seriál navazující je v popředí děje trojice tvořená kapitánem Jamesem Kirkem, prvním vědeckým důstojníkem Spockem z planety Vulkán a vrchním lékařem Dr. Leonardem McCoyem. Tuto trojici doplňují další důstojníci – vrchní inženýr Montgomery Scott, komunikační důstojnice Nyota Uhura a dvojice navigačních důstojníků Hikaru Sulu a Pavel Čechov.
Kosmická loď Enterprise NCC 1701-A byla vyslána na průzkumnou vědeckou cestu. Má najít gravitační anomálie, které ohrožují lety kosmických lodí a brzy se nechtěně přes jednu černou díru přenesou mimo naši galaxii. V novém prostoru nachází mnoho zničených planet dávné civilizace Ničitelů a poté i dvě proti sobě válčící civilizace – Hoshané a Zeatorové. Posádce Enterprise se je podaří smířit i odvrátit jejich společný útok a nakonec se vrátit domů.

## České vydání knihy
Do češtiny knihu přeložil Zdeněk Volný v roce 1992 a vydalo ji nakladatelství Bonus Press v Praze téhož roku . Její očíslování, velikost publikace i grafická úprava jsou shodné, jako měly souběžně vydávané díly filmové série o Star Treku, např. Pátrání po Spockovi. Drobná knížka má 256 stran a je opatřena barevnou obálkou, stála tehdy 39 Kč.